# IPhone SE
iPhone SE è uno smartphone della linea iPhone, prodotto da Apple Inc. e commercializzato a partire dal 2016. L'acronimo SE sta per special edition (edizione speciale), come comunicato dal vice presidente marketing Phil Schiller e si colloca in una fascia più economica.

## Modelli prodotti

### Prima generazione

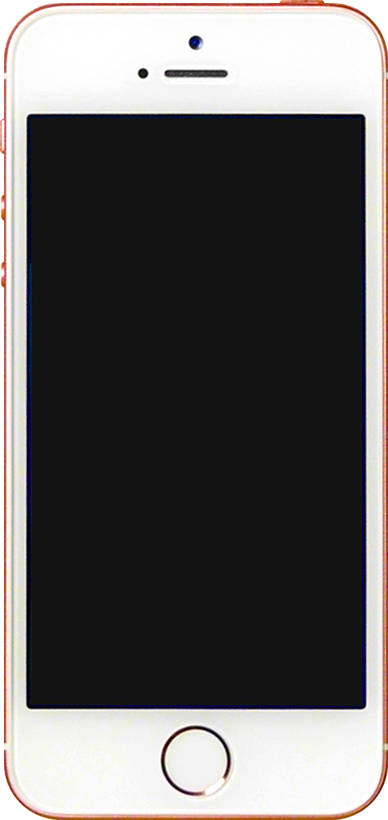
iPhone SE di prima generazione

Il primo iPhone SE è stato presentato il 21 marzo 2016 al quartier generale di Apple a Cupertino, ed è stato reso disponibile il 31 marzo 2016 al pubblico USA. I preordini online sono cominciati il 24 marzo negli Stati Uniti e il 29 marzo in Italia. L'iPhone SE di prima generazione affianca l'iPhone 6s come fascia di prezzo nella linea iPhone; combina al suo interno il processore e la fotocamera posteriore migliorati e diverse altre nuove funzioni prese dal fratello maggiore iPhone 6s, con lo schermo da 4 pollici e lo stile dell'iPhone 5s. Le uniche differenze estetiche che troviamo rispetto al iPhone 5s sono la disponibilità del colore oro rosa, i bordi smussati non più lucidi e il logo della mela inciso in acciaio inossidabile, oltre alla scritta "SE" posta nel retro del dispositivo.

### Seconda generazione

iPhone SE di seconda generazione

Il 15 aprile 2020, a quattro anni dall'uscita del primo modello, viene presentato il secondo modello di iPhone SE come successore di iPhone SE di prima generazione e in sostituzione del iPhone 8, risultando identico a quest'ultimo dal punto di vista dello chassis (le uniche differenze estetiche, oltre a una più ristretta gamma di colori, sono la mancanza di un modello con lato anteriore bianco, la presenza del logo Apple al centro anziché in alto e la mancanza della scritta "iPhone" in basso), e agli iPhone 11 e 12 dal punto di vista hardware e prestazionale; infatti, è presente il più recente processore progettato da Apple, l'Apple A13 Bionic. I preordini online sono iniziati il successivo 17 aprile in Italia. Le vendite sono terminate l'8 marzo 2022, al debutto della terza generazione.

### Terza generazione

iPhone SE di terza generazione

L'8 marzo 2022 Apple ha presentato l'iPhone SE di terza generazione, che monta il chip A15 bionic del iPhone 13 e supporta il 5G, pur mantenendo inalterato il design del 2020. Il nuovo chip porta la fotografia computazionale anche sui modelli SE, oltre ad aumentare l'autonomia della batteria.
Il sistema operativo è iOS 15 e può essere aggiornabile all'ultima release (iOS 18).
Il vetro anteriore e posteriore del telefono sono più resistenti rispetto ai modelli precedenti.

## Posizionamento nel mercato
La riprogettazione per la linea iPhone 6 ha portato a schermi con dimensioni maggiori: 4,7 pollici per iPhone 6 e 5,5" per iPhone 6 Plus. Tuttavia, un numero significativo di clienti preferiva ancora le dimensioni dello schermo da 4" del iPhone 5 e 5s.
Il 5s è stato, infatti, il secondo iPhone più popolare dopo il 6, tant'è che all'evento di presentazione Apple ha dichiarato di aver venduto 30 milioni di iPhone con display da 4 pollici nel 2015. Inoltre, il design di iPhone 5 e 5s è considerato da tempo come "il bambino d'oro del design dei telefoni Apple e un punto di riferimento per i telefoni in generale", mentre il design dei successivi iPhone 6 e iPhone 6s furono meno acclamati dalla critica. iPhone 5 è stato descritto da Apple come "eleganza radicata nel modo in cui l'alluminio e la lavorazione del vetro si fondono insieme". Era semplice, ma anche sostanziale, diverso dall'iPhone 6, che è solamente di dimensioni maggiori. Inoltre, a differenza degli angoli arrotondati onnipresenti su iPhone 6, iPhone 5 si fa apprezzare per il design.
La tendenza di posizionamento del prodotto mobile di Apple, nel mercato nord americano ed europeo, è cominciata con iPhone 4S, che ha dato a ogni modello appena rilasciato un anno come telefono di punta, per poi passare alla fascia media durante il suo secondo anno di produzione, e diventare al terzo e ultimo anno come l'offerta entry-level prima dell'interruzione della sua produzione. Mentre iPhone 5s ci si aspettava fosse destinato a continuare a rimanere in vendita fino a settembre 2016, è stato rimpiazzato e il suo processore A6 vuole significare che Apple ha ridotto la sua finestra di supporto del circuito integrato degli iPhone di un anno. Inoltre, il nuovo lancio di iPhone è stato pensato per stimolare la domanda, dato che le vendite di iPhone 6s e iPhone 6s Plus non hanno soddisfatto le aspettative in quanto dal loro rilascio a settembre 2015 la famiglia iPhone potrebbe presto soffrire il suo primo trimestre in negativo nel 2016.

## Caratteristiche

### Design
Il design esteriore dell'iPhone SE di prima generazione è identico a quello di iPhone 5s, con l'eccezione dei bordi opachi e il logo Apple in acciaio inossidabile. Apple ha dichiarato che i contenitori e le custodie create per iPhone 5 e iPhone 5s sono compatibili con iPhone SE avendo le stesse identiche dimensioni.
| Colorazioni | Colorazioni     | Colorazioni |
| Nome        | Nome            | Fronte      |
| ----------- | --------------- | ----------- |
|             | Grigio siderale | Nero        |
|             | Argento         | Bianco      |
|             | Oro             | Bianco      |
|             | Oro rosa        | Bianco      |

Il design esteriore della seconda e terza generazione è praticamente identico a quello di iPhone 8, ad eccezione della discordanza del colore del retro nella versione Bianco rispetto a quello del fronte, comunque Nero, e della posizione centrata logo Apple e assenza del nome "iPhone" sul retro. I materiali utilizzati sono alluminio e vetro. Le cover compatibili con iPhone 7 e 8 sono compatibili anche con iPhone SE 2 e 3.
| Colorazioni | Colorazioni         | Colorazioni |
| Nome        | Nome                | Fronte      |
| ----------- | ------------------- | ----------- |
|             | Bianco              | Nero        |
|             | Nero                | Nero        |
|             | Rosso (PRODUCT)RED™ | Nero        |

### Hardware
La prima generazione dell'iPhone SE non include la funzione 3D Touch; la scelta è dovuta principalmente al fatto che tale tecnologia richiedesse un hardware aggiuntivo sotto al display per funzionare e display con uno strato ulteriore, dunque maggiore spazio, maggiori dimensioni, peso maggiore e prezzo più alto. Inoltre, utilizzando lo stesso chassis dell'iPhone 5s, non vi era ulteriore spazio all'interno.
Nella seconda generazione, il SE utilizza l'Haptic Touch in sostituzione del 3D Touch (funzionalità eliminata da Apple con iOS 13), una nuova tecnologia software in uso in tutti modelli di iPhone compatibili con iOS 13, che permette di abilitare la funzione secondaria di icone e pulsanti virtuali con una pressione prolungata sullo schermo.

#### Fotocamere
Entrambe le generazioni del SE dispongono di una fotocamera posteriore da 12 megapixel. Nel caso della seconda generazione, l'obiettivo della fotocamera è rivestito di cristallo zaffiro, è grandangolare e utilizza un sensore da 12 MP, identico a quello dell'iPhone 8. La fotocamera anteriore è da 1,2 megapixel nella prima generazione e da 7 megapixel nella seconda generazione.

#### Schermo
Il SE di prima generazione monta lo stesso display dell'iPhone 5s, un display Retina da 4 pollici con risoluzione da 1136 × 640 pixel. Il sensore Touch ID è integrato nel tasto Home. Come per gli altri iPhone, il vetro è antigraffio, multi-touch e rivestito di un materiale oleofobico a prova di impronte. La densità di pixel è di 326 ppi. Come i modelli precedenti, l'iPhone SE è dotato di un sensore di luce ambiente per regolare automaticamente la luminosità dello schermo.
La seconda generazione, come anche la terza generazione, possiede, invece, un display simile a quello dell'iPhone 8, display Retina HD widescreen da 4,7" a 16:9 di tipo IPS con un contrasto di 1400:1, retroilluminazione LED, risoluzione da 1334 × 750 pixel e multi-touch.

#### Processore e RAM

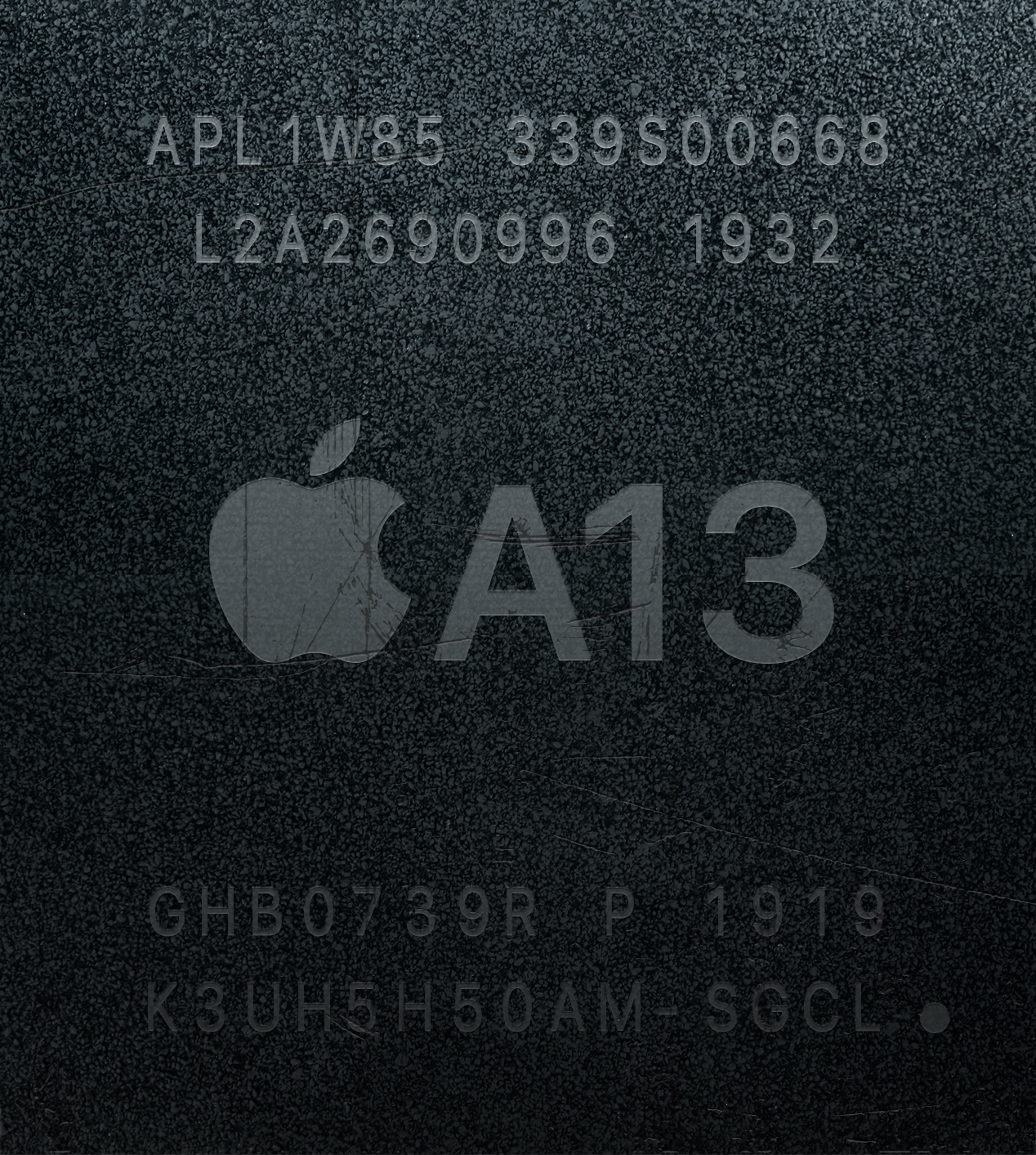
Il processore Apple A13 Bionic, montato anche su iPhone 11 e 11 Pro.

L'iPhone SE di prima generazione ha il processore Apple A9, come iPhone 6s, con 2 GB di memoria RAM.
Il modello di seconda generazione monta il processore Apple A13 Bionic, lo stesso installato nei modelli di punta iPhone 11, 11 Pro e 11 Pro Max anche se, a differenza di questi, il SE è dotato di 3 GB di RAM. Le prestazioni rimangono pressoché identiche.

#### Tasti fisici

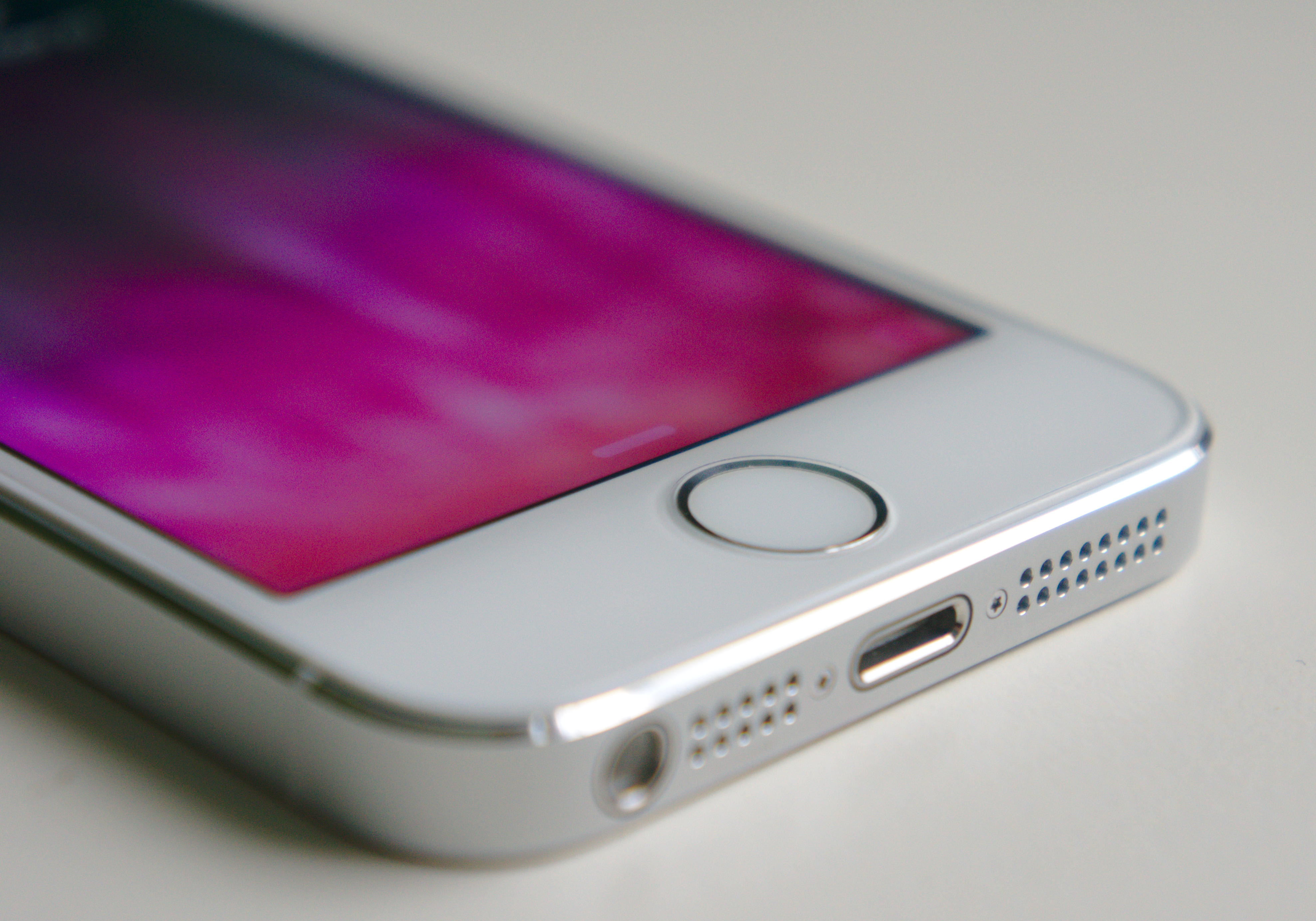
Il Touch ID di prima generazione su iPhone 5s.

Oltre al classico codice personale, lo sblocco nei modelli SE piò avvenire anche mediante il Touch ID, che nel primo modello era di prima generazione, mentre nel secondo è stato aggiornato alla seconda generazione, più veloce ed efficiente.

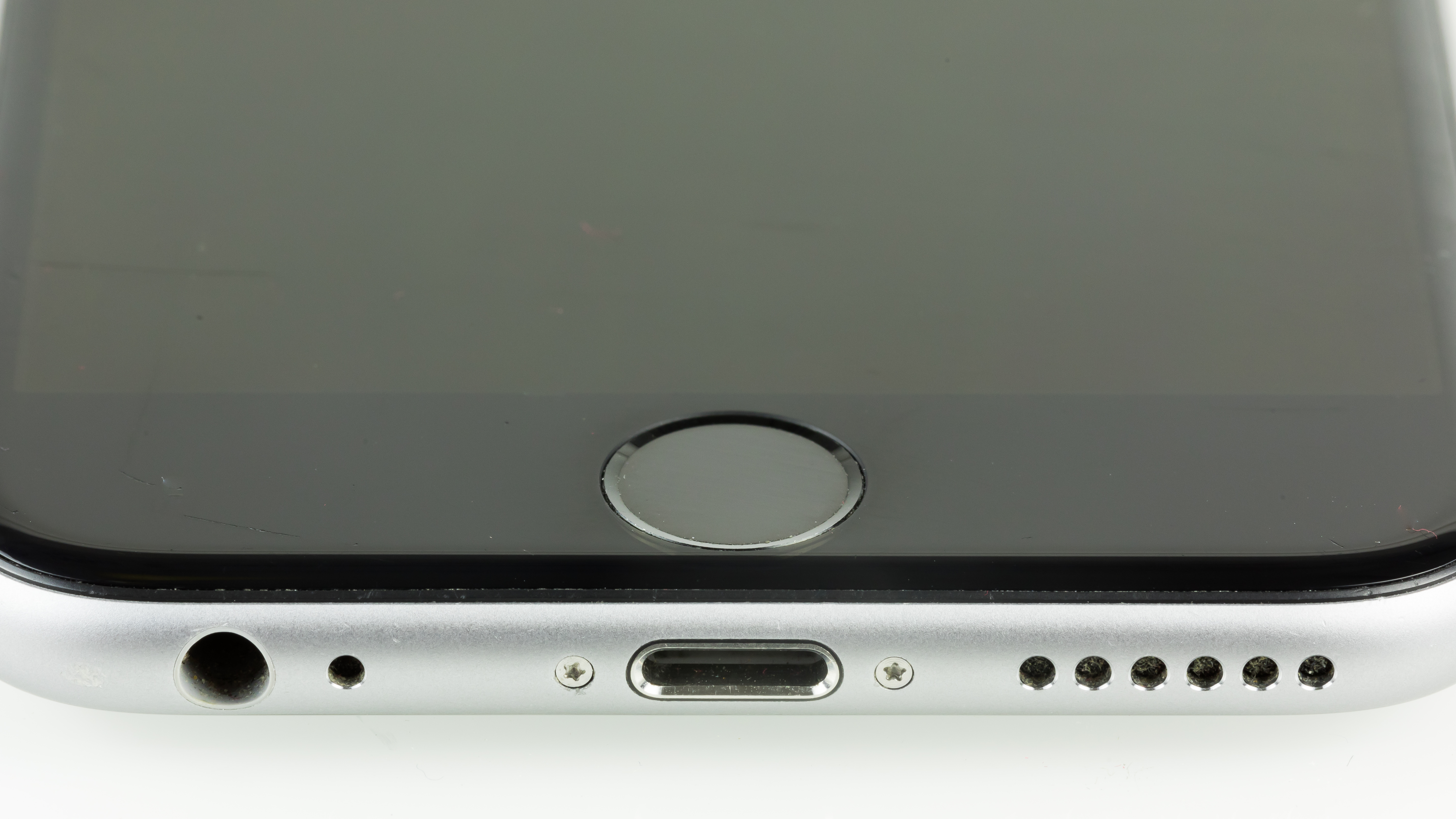
Il Touch ID di seconda generazione su iPhone 6s.

In particolare l'iPhone SE di prima generazione (come nell'iPhone 5 e 5s), presentava un totale di cinque tasti fisici, tra cui:
- il pulsante Home, a cui viene integrato il sensore capacitivo di impronte digitali Touch ID di prima generazione, che riporta al menu principale;
- i due pulsanti del volume;
- sullo stesso lato, l'interruttore silenzioso/blocco rotazione;
- nella parte posteriore, il pulsante accensione/standby.

Come già detto, l'iPhone SE di prima generazione dispone del Touch ID di prima generazione, un sensore capacitivo in grado di riconoscere le impronte digitali come alternativa al codice di sblocco o all'inserimento di password in determinate applicazioni.

#### Video
L'iPhone SE di prima generazione può effettuare registrazioni video in 4K a 30 fps, in 1080p a 30 o 60 fps, e in HD 720p a 30 fps. Può fare video in time-lapse con stabilizzazione e in slow-motion da 1080p a 120 fps e 720p a 240 fps. La stabilizzazione è stata migliorata ulteriormente rispetto al iPhone 5s, portandola alla qualità cinematografica (1080p e 720p), inoltre Scatta foto da 8 MP mentre si fanno video in 4K, possiede l'autofocus continuo, il riconoscimento dei volti, la riduzione del rumore, zoom 3x, zoom durante la riproduzione video e il geotagging.
Anche l'iPhone SE di seconda generazione può registrare video in 4K a 24, 30 o 60 fps con la fotocamera posteriore, e video 1080p a 30 fps con la fotocamera frontale. Le maggiori novità introdotte nell'iPhone SE di seconda generazione sono il QuickTake e il registratore audio stereofonico.

#### Alimentazione
L'iPhone SE di prima generazione possiede una batteria integrata ricaricabile agli ioni di litio (Li-ion) da 1624 mAh, mentre la seconda generazione possiede la stessa tipologia di batteria ricaricabile, ma da 1821 mAh.

### Software
La prima generazione monta nativamente iOS 9.3 ed è stato aggiornato fino a iOS 15. Supporta anche le novità inserite con l'iPhone 6, come Apple Pay, e iPhone 6s, come le Live Photo e Siri sempre attivo con attivazione tramite il comando vocale "Ehi, Siri".
La seconda generazione monta invece la versione 13.4.1.

## Tabella riassuntiva
| Modelli                               | Modelli                               | iPhone SE | iPhone SE |
| Modelli                               | Modelli                               | Prima generazione | Seconda generazione |
| Logo                                  | Logo                                  | | |
| Immagine                              | Immagine                              | | |
| ------------------------------------- | ------------------------------------- | --- | --- |
| Data di inizio commercializzazione    | Data di inizio commercializzazione    | 31 marzo 2016 | 24 aprile 2020 |
| Colori                                | Colori                                | Argento, oro, oro rosa, grigio siderale | Bianco, nero, (PRODUCT)RED |
| Capacità di archiviazione             | Capacità di archiviazione             | 16, 32, 64, 128 GB | 64, 128, 256 GB |
| Dimensioni (mm)                       | Altezza                               | 123,8 | 138,4 |
| Dimensioni (mm)                       | Larghezza                             | 58,6 | 67,3 |
| Dimensioni (mm)                       | Spessore                              | 7,6 | 7,3 |
| Peso                                  | Peso                                  | 113 g | 148 g |
| Display                               | Display                               | Display Retina da 4" LCD con tecnologia IPS 1136 × 640 pixel a 326 ppi Rapporto di contrasto 800:1 Luminosità massima di 500 nits Haptic Touch Standard sRGB | Display Retina HD da 4,7" LCD con tecnologia IPS 1334 × 750 pixel a 326 ppi Rapporto di contrasto 1400:1 Luminosità massima di 625 nits Ampia gamma cromatica (P3) Haptic Touch True Tone |
| Resistenza a schizzi, acqua e polvere | Resistenza a schizzi, acqua e polvere | No | IP67 (massimo 1 metro di profondità per 30 minuti) secondo lo standard IEC n. 60529 |
| Chip                                  | Chip                                  | A9 con architettura a 64 bit Coprocessore M9 | A13 Bionic con architettura a 64 bit e Neural Engine Coprocessore M13 |
| Fotocamera posteriore                 | Fotocamera posteriore                 | 12 megapixel Diaframma con apertura ƒ/2.2 Zoom digitale 5x HDR                                                                                               | 12 megapixel, grandangolo Diaframma con apertura ƒ/1.8 Zoom digitale 5x HDR Smart di nuova generazione Stabilizzazione ottica dell'immagine (OIS) per foto Modalità Ritratto con bokeh avanzato e controllo della profondità Illuminazione Ritratto con sei effetti (Luce naturale, set fotografico, contorno, teatro, teatro B/N, High Key B/N) |
| Registrazione video                   | Registrazione video                   | 4K a 30 fps HD (1080p) 30 o 60 fps HD (720p) a 30 fps Rallentatore (1080p a 120 fps; 720p a 240 fps) Zoom digitale 3x Time-lapse con stabilizzazione         | 4K a 24, 30 o 60 fps HD (1080p) a 30 o 60 fps HD (720p) a 30 fps Rallentatore (1080p a 120 o 240 fps) Zoom digitale 3x Time-lapse con stabilizzazione Stabilizzazione ottica dell'immagine (OIS) per video Gamma dinamica estesa per video fino a 30 fps QuickTake Registratore audio stereofonico                                               |
| Fotocamera frontale                   | Fotocamera frontale                   | Fotocamera FaceTime da 1,2 megapixel Diaframma con apertura ƒ/2.4                                                                                            | Fotocamera FaceTime da 7 megapixel Diaframma con apertura ƒ/2.2 Registrazione video HD (1080p) a 30 fps Stabilizzazione video dell'immagine Retina Flash QuickTake |
| Altoparlanti                          | Altoparlanti                          | Audio mono | Audio stereo |
| Microfoni                             | Microfoni                             | Un microfono | Tre microfoni |
| Geolocalizzazione                     | Geolocalizzazione                     | Rete cellulare GPS assistito e GLONASS Bussola digitale Wi-Fi Microlocalizzazione iBeacon                                                                    | Rete cellulare GPS/GNSS integrato Bussola digitale Wi‑Fi Microlocalizzazione iBeacon |
| Connettività cellulare e Wi-Fi        | Connettività cellulare e Wi-Fi        | GSM/EDGE UMTS/HSPA+ DC-HSDPA CDMA EV-DO Rev. A (solo per il Giappone) LTE 802.11ac Wi-Fi Bluetooth 4.2 GPS/GNSS integrati VoLTE NFC                          | GSM/EDGE UMTS/HSPA+ DC-HSDPA CDMA EV-DO Rev. A (solo per il Giappone) Gigabit-class LTE 802.11ax Wi-Fi 6 con MIMO 2×2 Bluetooth 5.0 GPS/GNSS integrati VoLTE NFC (con modalità lettore) |
| Sensori                               | Sensori                               | Touch ID Giroscopio a 3 assi Accelerometro Sensore di prossimità Sensore di luce ambientale                                                                  | Touch ID di seconda generazione Giroscopio a 3 assi Accelerometro Sensore di prossimità Sensore di luce ambientale Barometro |
| Batteria                              | Batteria                              | Batteria agli ioni di litio da 1624 mAh - Fino a 13 ore di riproduzione video - Fino a 50 ore di riproduzione audio                                          | Batteria agli ioni di litio da 1821 mAh - Fino a 13 ore di riproduzione video - Fino a 8 ore di riproduzione video in streaming - Fino a 40 ore di riproduzione audio - Ricarica rapida: fino al 50% di carica in 30 min (con adattatore da 18W o superiore)                                                                                     |
| Ricarica wireless                     | Ricarica wireless                     | No | Sì (con caricabatterie Qi) |
| Connettori                            | Connettori                            | Lightning Jack 3,5 mm per audio | Lightning |
| Sistema operativo                     | Nativo                                | iOS 9.3 | iOS 13.4.1 |
| Sistema operativo                     | Attuale                               | iOS 15 | iOS 17 |